# Distretto di Siverek
Il distretto di Siverek (in turco Siverek ilçesi) è uno dei distretti della provincia di Şanlıurfa, in Turchia.